# Graphitarsus
Graphitarsus is een geslacht van insecten uit de familie Machilidae die behoort tot de orde van de rotsspringers (Microcoryphia of Archaeognatha). De wetenschappelijke naam werd voor het eerst geldig gepubliceerd door Filippo Silvestri in 1908. Hij benoemde de nieuwe door hem beschreven soort Graphitarsus maindronii uit Sumatra als de typesoort.
Deze rotsspringers zijn relatief groot; vrouwtjes hebben tot 15 mm lichaamslengte.
Het geslacht komt voor Zuidoost-Azië, in Indonesië op Java (Graphitarsus javanicus) en Sumatra (Graphitarsus maindronii, Graphitarsus sumatranus); in Sri Lanka (Graphitarsus schmidi, Graphitarsus phillipsi) en het zuiden van India (Graphitarsus surindicus).